# 阿埃倫 (伊利諾伊州)
阿埃德（英語：Ahern）是位於美國伊利諾伊州坎卡基縣的一個非建制地區。該地的面積和人口皆未知。

## 地理
阿埃德的座標為41°09′15″N 87°36′17″W / 41.15417°N 87.60472°W，而該地的平均海拔高度為190米（即623英尺）。